# Pteropus brunneus
Pteropus brunneus, también llamado zorro volador de la Isla de Percy, es una especie extinta de murciélago perteneciente a la familia Pteropodidae, género Pteropus. Era endémico de la Isla de Percy en la costa sureste de Mackay  (Queensland), al noreste de Australia.
Solo se conserva un ejemplar disecado que fue recogido en 1859 y documentado por Dobson en 1878. Desde entonces no se tiene noticias sobre miembros vivos de la especie.  Este ejemplar se conserva actualmente en el Museo de Historia Natural de Londres, donde se ha confirmado que pertenece a una especie diferente a las actualmente conocidas del género Peteropus. Las especies de este género son murciélagos frugívoros de gran tamaño que comúnmente reciben el nombre de zorros voladores.